# Stazione di Belgrano R
La stazione di Belgrano R (Estación Belgrano R in spagnolo) è una stazione ferroviaria della linea Mitre situata nel barrio porteño di Belgrano lungo la ferrovia Buenos Aires-Tigre.

## Storia
La stazione fu aperta al traffico il 22 aprile 1876 dal  Ferrocarril Buenos Aires a Campana. Nel 1902 assunse la denominazione attuale, la R sta per Rosario, per differenziarla dalla stazione di Belgrano C.